# Pietrafitta (Castellina in Chianti)
Pietrafitta è una frazione del comune italiano di Castellina in Chianti, nella provincia di Siena, in Toscana.

## Storia
Pietrafitta è nata in epoca alto-medievale come una fortificazione di una preesistente curtis signorile. Si dispone di documentazione ufficiale sul borgo a partire dal XII secolo, quando questo fu acquisito al contado fiorentino in occasione di una nuova definizione dei confini avvenuta nel 1176.
Nel 1453 l'esercito di Alfonso d’Aragona, alleato della Repubblica di Siena, aggredì Firenze con una massiccia azione nel territorio chiantigiano, saccheggiando i vicini castelli di Brolio, Cacchiano, Monteluco e Lucignano: analoga sorte toccò anche al casale di Pietrafitta.
Durante il periodo del Granducato di Toscana, con l'acquisizione della repubblica senese al territorio fiorentino, anche il borgo beneficiò del lungo periodo di pace e prosperità e divenne fino al XIX secolo il luogo di residenza estiva delle famiglie fiorentine degli Uguccioni prima e dei Da Cepparello poi.
Pietrafitta contava 240 abitanti nel 1833.

## Monumenti e luoghi d'interesse

### Architetture religiose
L'edificio di maggiore interesse del borgo è la chiesa di San Jacopo, o San Giacomo, chiesa parrocchiale di Pietrafitta, risalente al XIII secolo. Della chiesa originaria rimangono alcune murature delle fondamenta, mentre l'aspetto attuale è dovuto ad un rifacimento del 1927 voluto dal parroco Alfredo Berlacchi, e affidato all'architetto Severino Crott, allievo di Adolfo Coppedè. Il porticato che precede la facciata è invece risalente al 1714. In seguito ad anni di degrado e abbandono, la chiesa è stata restaurata e riaperta al culto il 28 giugno 2013.
La frazione possiede anche un proprio cimitero.

### Architetture civili
Dell'antico casale fortificato sono sopravvissuti alcuni tratti murari, inglobati nella struttura della villa padronale: la vecchia cantina, con le caratteristiche volte a botte ed i resti dell'antico frantoio ne sono testimonianza. Il lato nord della villa, con il contrafforte fortificato, lascia invece supporre l'esistenza in passato di un torrione a protezione della vallata che porta a Panzano. Sono invece rimaste erette le due torri poste a guardia del lato ovest, una delle quali con basamento a scarpa.